# Замок Хельторф
Замок Хельторф (нем. Schloss Heltorf) — окружённый рвом замок в районе Ангермунд на севере города Дюссельдорф на самой границе с районом Рам города Дуйсбург (Германия, федеральная земля Северный Рейн-Вестфалия). Он окружен английским ландшафтным парком.

## История

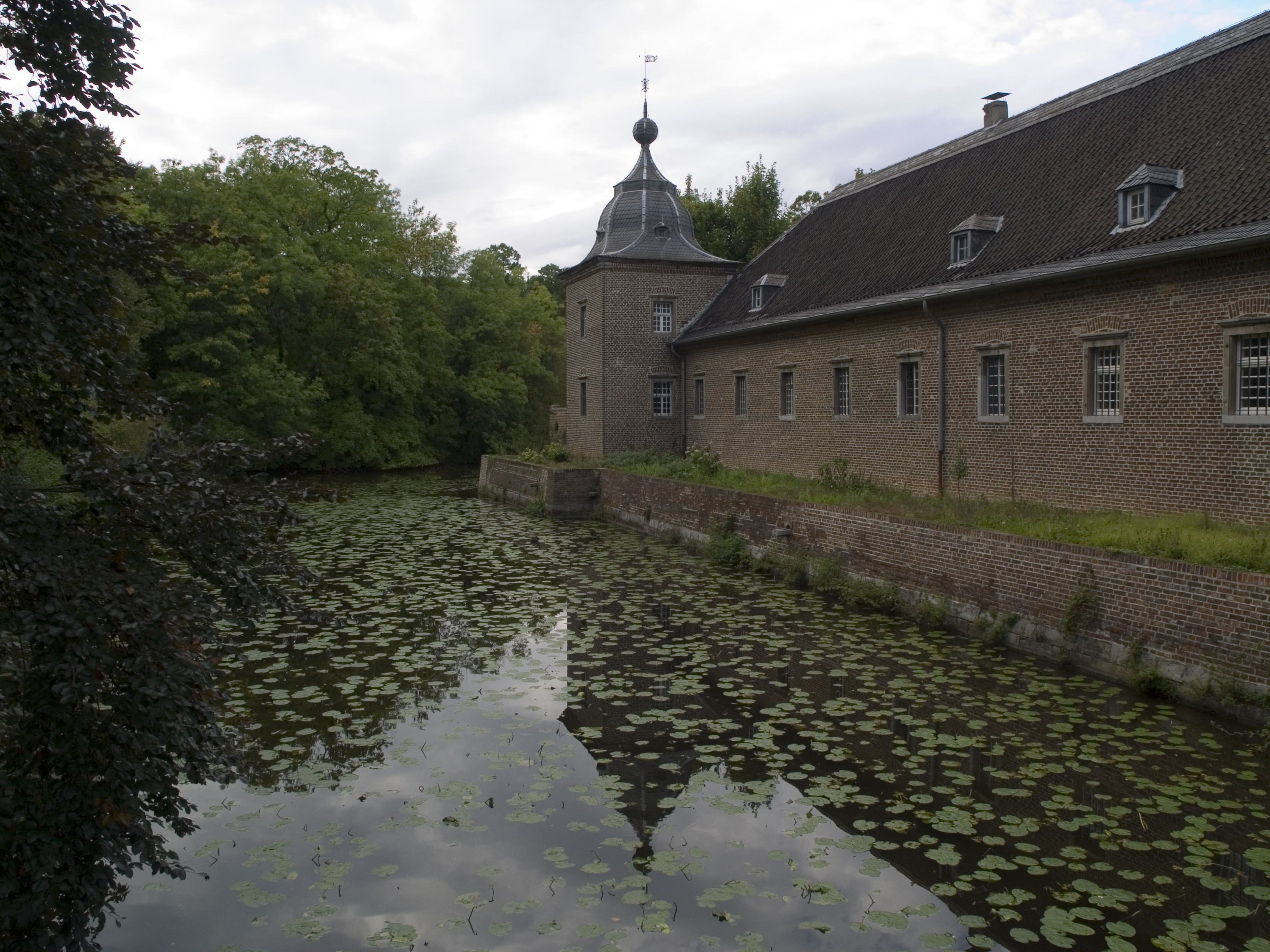
Ров вокруг замка

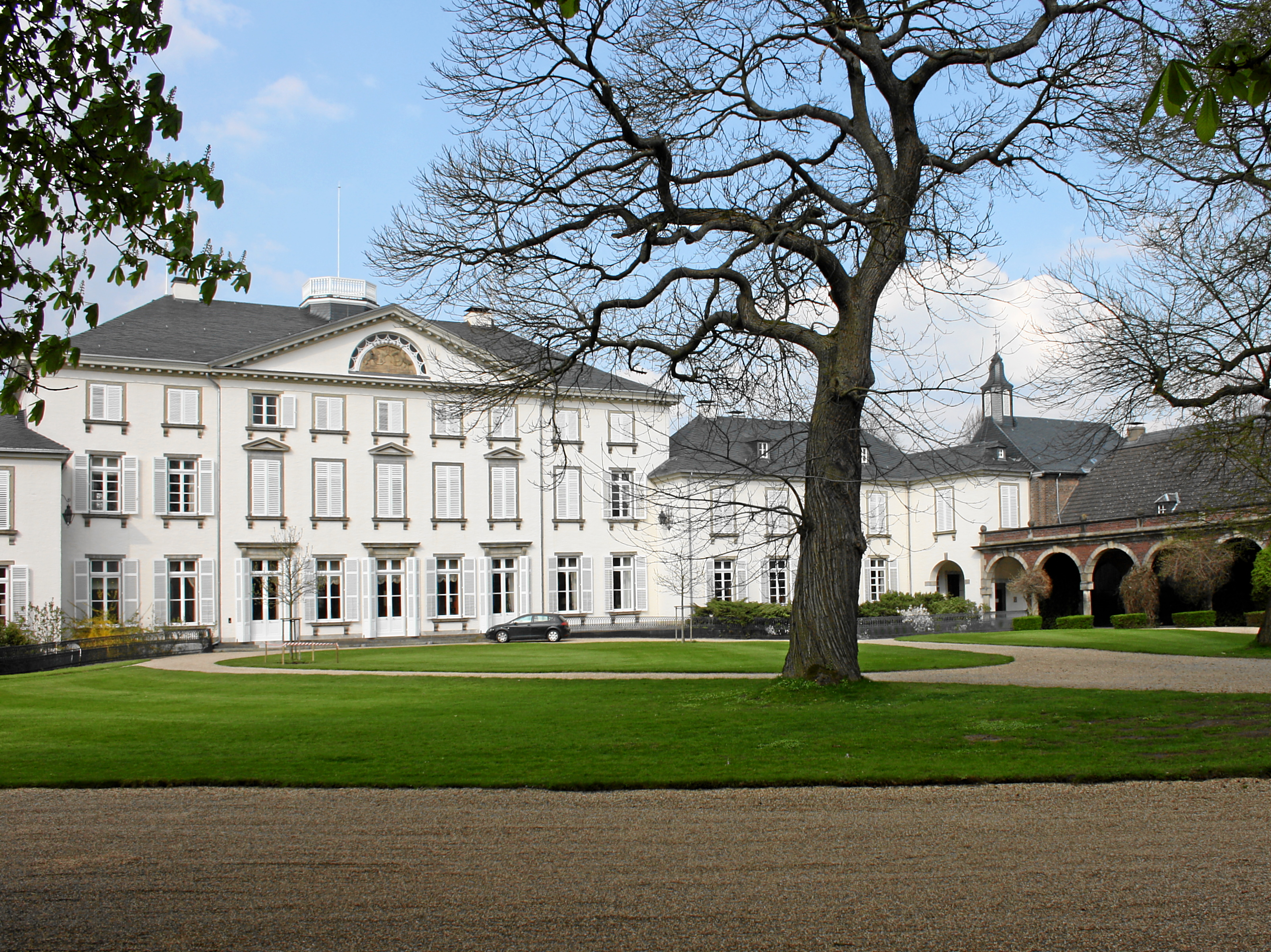
Господский дом

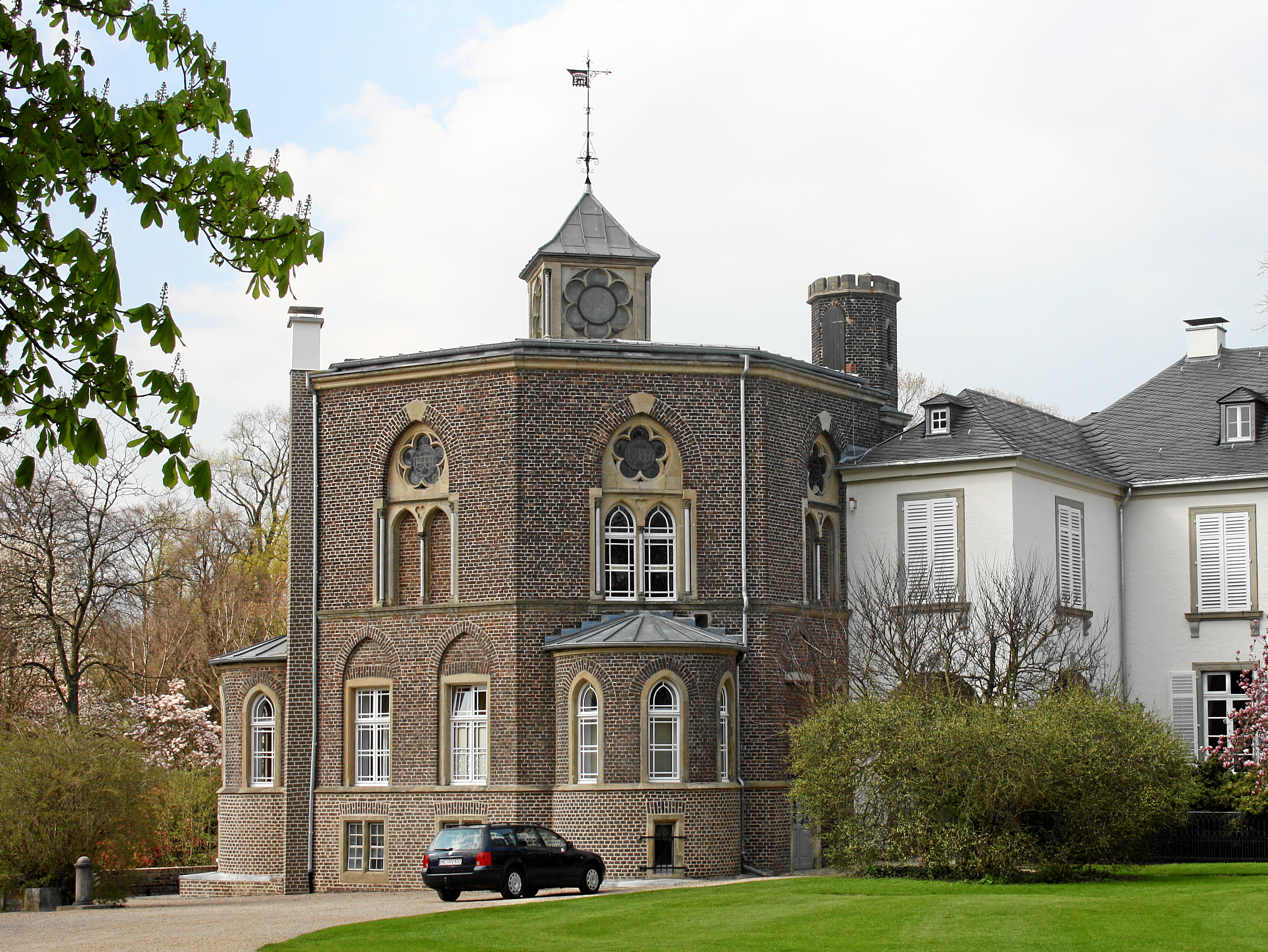
Замковая библиотека

С XII века район на правом берегу Рейна южнее Дуйсбурга использовался для ведения сельского и лесного хозяйства. Для управления этими хозяйствами строится замок в местности, которая с XI века принадлежала монастырю Святого Свитберта в Кайзерверте. 
Первыми владельцами были господа Хелдорпы. Отто фон Хельдорп упоминается как владелец замка Хельторф в 1167 году.
Следующее документальное упоминание о замке относится к 1189 году. В этом документе говорится о том, что благородный господин Арнольд фон Теферен закладывает свои вассальные владения на правом берегу Рейна за 100 марок графу Энгельберту фон Бергу. В перечне указывается и имение, находящееся во владении некоего Отто фон Хельдорпа. Также некий Цободонус де Хельдорп фигурирует как свидетель при предоставлении городских прав Дюссельдорфу в 1288 году.
В 1360 году Адольф фон Грашаф продаёт замок Хельторф Томасу фон Лоаузену, который позже возьмёт себе фамилию фон Тройсдорф по имени своего родового имения. Семейство фон Тройсдорф будет владеть замком Хельторф на протяжении 6 поколений, пока Мария фон Тройсдорф не принесёт его в приданое Вильгельму фон Шайд-Вешпфеннингу в 1569 году. Их внучка Мария в 1649 году сочеталась браком с графом Фридрихом Кристианом фон Шпее. После смерти родителей Марии в 1662 году замок Хельторф переходит в наследное владение семейству фон Шпее, которое владеет им и по сей день.

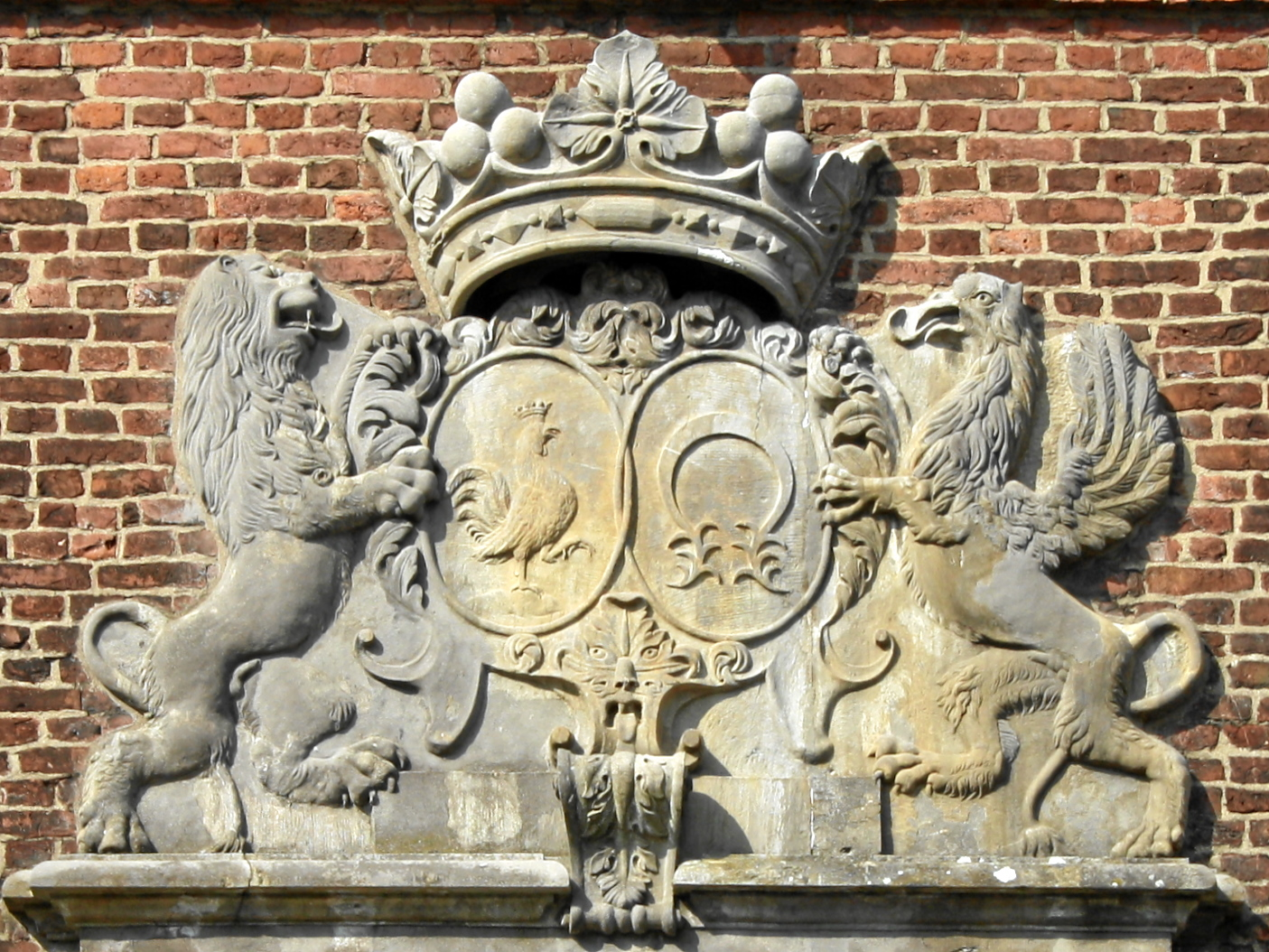
Герб графов фон Шпее над главными воротами замка

В 1796 году возле замка разбивается английский парк по проекту Максимилиана Фридриха Вайе. Парк имеет площадь 54 гектара.
Господский дом замка был заново построен в начале XIX века в классическом стиле. В большом садовом павильоне замка ценность представляют фрески из цикла Барбаросса: «Примирение Фридриха и папы в Венеции» (1826), «Унижение жителей Милана» (1833) и «Коронация Фридриха I» (1837) работы Генриха Мюке и другие. Наряду с этим замок владеет обширной коллекцией старых книг — специально для библиотеки графов фон Шпее архитектор Кёльнского собора Финкенц Штац в 1862 году построил псевдоготическое здание в виде башни.
Замок закрыт для публичного посещения. Парк открыт для посещения с 1 мая по 31 октября в субботние, воскресные и праздничные дни с 10:00 до 18:00.